# Həsənqala (Qusar)
Həsənqala è un comune dell'Azerbaigian situato nel distretto di Qusar. Conta una popolazione di 1 200 abitanti.